# Hímero
Na mitologia grega, Hímero (grego antigo: Ἱμερος, Himeros, lit. 'desejo') é um dos sete Erotes, um grupo de divindades aladas do amor e parte da procissão de Afrodite. Muitas vezes descrito como "doce", ele é o deus e a personificação do desejo e da luxúria. Na Teogonia de Hesíodo, Eros e Hímero estiveram presentes no nascimento de Afrodite e escoltaram a deusa quando ela emergiu da espuma do mar e se juntou à assembleia dos deuses. Anteriormente na Teogonia, Hímero é mencionado como residente do Monte Olimpo, sendo vizinho das Musas e dos Cárites. Hímero (desejo) e Filotes (afeto) foram concedidos ao mundo por Afrodite iniciando o encontro sexual; eles proferiram palavras de amor e conversas vencedoras que afetaram as mentes (nous) e os corações dos mortais e dos deuses.
Hímero está intimamente associado a Pótos, a personificação do desejo apaixonado. Em seu diálogo Crátilo, Platão aponta a diferença entre os dois conceitos explicando que, no caso de Hímero, o objeto do desejo está presente e, portanto, o desejo está pronto para ser satisfeito; enquanto, no caso de Pótos, o indivíduo anseia por algo que está ausente ou fora de alcance. Posteriormente, Pótos fica insatisfeito e potencialmente ocorre um sofrimento. Embora Hímero seja o termo padrão para desejo erótico, ele também pode aparecer em diferentes contextos com um significado alternativo, como desejo de luto (após um evento trágico) ou de comida; por exemplo. o "hímero pela comida doce" que um trabalhador sente após um longo dia de trabalho. Embora essas figuras inspirassem criações artísticas e poéticas, elas não tinham histórias mitológicas ou cultos próprios.

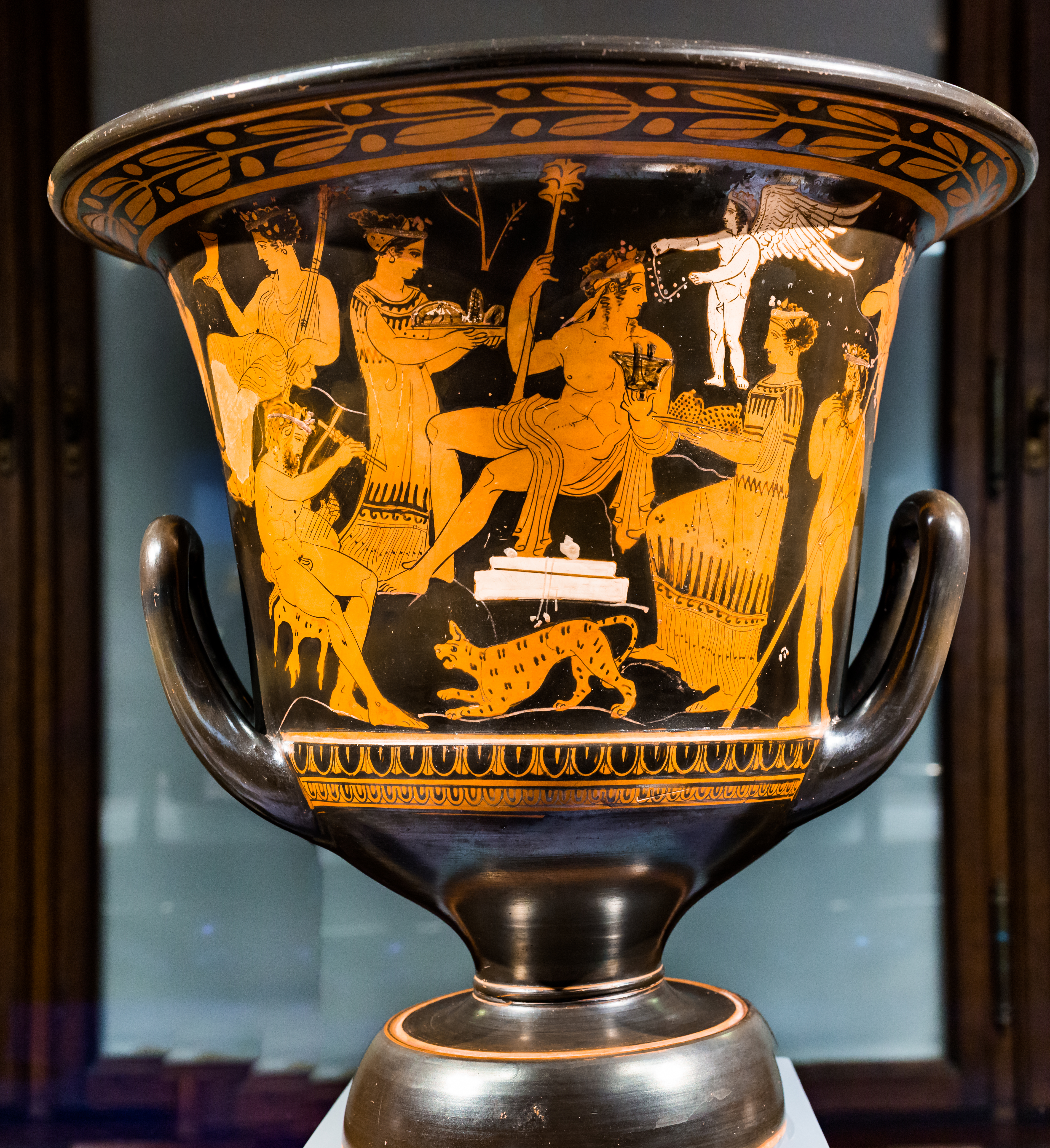
Dioniso sentado, coroado por Hímero e cercado por sátiros e mênades. Figura vermelha ática cálice-cratera, c. 425–400 a.C.